# League of Ireland Premier Division (2017)
League of Ireland Premier Division 2017 (znana jako Airtricity League Premier Division ze względów sponsorskich) była 33. edycją najwyższej klasy rozgrywkowej piłki nożnej w Irlandii pod tą nazwą, a 97. mistrzowskimi rozgrywkami w ogóle. Brało w niej udział 12 drużyn, które w okresie od 24 lutego do 27 października 2017 rozegrały 33 kolejek meczów.
Obrońcą tytułu była drużyna Dundalk. Mistrzostwo po raz trzeci w historii zdobyła drużyna Cork City.
22 grudnia 2016 Irlandzka Federacja Piłkarska ogłosiła, że od sezonu 2018 liga zostanie przekształcona w dwie dywizje po 10 drużyn, co stanowiło jedno z zaleceń zawartych w Raporcie Conroya z 2015. Oznaczało to anulowanie baraży o awans/spadek, spadek w sezonie 2017 trzech drużyn i awans jedynie mistrza First Division.

## Drużyny
| Uczestnicy poprzedniej edycji | Uczestnicy poprzedniej edycji | Uczestnicy poprzedniej edycji | Uczestnicy poprzedniej edycji |
| --- | ----------------------------- | ----------------------------- | ----------------------------- |
| DUN | Dundalk F.C.                  | Dundalk                       | 1                             |
| COR | Cork City                     | Cork                          | 2                             |
| DER | Derry City                    | Derry                         | 3                             |
| SHR | Shamrock Rovers               | Dublin                        | 4                             |
| SRS | Sligo Rovers                  | Sligo                         | 5                             |
| BRW | Bray Wanderers                | Bray                          | 6                             |
| STP | St. Patrick’s Athletic        | Dublin                        | 7                             |
| BOD | Bohemian F.C.                 | Dublin                        | 8                             |
| GAU | Galway United                 | Galway                        | 9                             |
| FHA | Finn Harps                    | Ballybofey                    | 10                            |
| Awans z First Division 2016 |                               |                               |                               |
| LIM | Limerick                      | Limerick                      | 1                             |
| po barażach |                               |                               |                               |
| DRU | Drogheda United               | Drogheda                      | 2                             |
| Oznaczenia: - kolumna pierwsza – skróty nazw drużyn, - kolumna trzecia – siedziba klubu, - kolumna czwarta – miejsce zajęte w poprzednim sezonie. |                               |                               |                               |

## Tabela
| Lp. | Drużyna               | M  | Z  | R  | P  | B+ | B- | +/– | Pkt | Kwalifikacja lub spadek                     |
| --- | --------------------- | -- | -- | -- | -- | -- | -- | --- | --- | ------------------------------------------- |
| 1   | Cork City (M, P)      | 33 | 24 | 4  | 5  | 67 | 23 | +44 | 76  | Liga Mistrzów UEFA • I runda kwalifikacyjna |
| 2   | Dundalk               | 33 | 22 | 3  | 8  | 72 | 24 | +48 | 69  | Liga Europy UEFA • I runda kwalifikacyjna   |
| 3   | Shamrock Rovers       | 33 | 17 | 3  | 13 | 49 | 41 | +8  | 54  | Liga Europy UEFA • I runda kwalifikacyjna   |
| 4   | Derry City            | 33 | 14 | 9  | 10 | 49 | 40 | +9  | 51  | Liga Europy UEFA • I runda kwalifikacyjna   |
| 5   | Bohemians             | 33 | 14 | 5  | 14 | 36 | 40 | −4  | 47  |                                             |
| 6   | Bray Wanderers        | 33 | 13 | 7  | 13 | 55 | 52 | +3  | 46  |                                             |
| 7   | Limerick              | 33 | 10 | 10 | 13 | 41 | 51 | −10 | 40  |                                             |
| 8   | St Patrick's Athletic | 33 | 9  | 12 | 12 | 45 | 52 | −7  | 39  |                                             |
| 9   | Sligo Rovers          | 33 | 8  | 15 | 10 | 33 | 44 | −11 | 39  |                                             |
| 10  | Galway United (S)     | 33 | 7  | 14 | 12 | 45 | 50 | −5  | 35  | Spadek do First Division                    |
| 11  | Finn Harps (S)        | 33 | 9  | 3  | 21 | 35 | 67 | −32 | 30  | Spadek do First Division                    |
| 12  | Drogheda United (S)   | 33 | 5  | 7  | 21 | 22 | 65 | −43 | 22  | Spadek do First Division                    |

## Wyniki
| Gospodarz \ Gość      | BOH | BRW | COR | DER | DRO | DUN | FIN | GAL | LIM | STP | SHM | SLI | BOH | BRW | COR | DER | DRO | DUN | FIN | GAL | LIM | STP | SHM | SLI |
| --------------------- | --- | --- | --- | --- | --- | --- | --- | --- | --- | --- | --- | --- | --- | --- | --- | --- | --- | --- | --- | --- | --- | --- | --- | --- |
| Bohemians             |     | 3–2 | 0–2 | 1–4 | 0–0 | 0–1 | 2–0 | 1–1 | 1–2 | 0–4 | 0–2 | 2–0 |     | 0–1 | 0–0 | 0–1 |     |     | 3–1 | 1–1 |     | 3–2 |     |     |
| Bray Wanderers        | 1–2 |     | 0–2 | 3–2 | 2–1 | 0–3 | 5–3 | 1–0 | 0–1 | 1–1 | 4–2 | 2–2 |     |     |     |     | 2–1 |     | 2–3 | 3–3 | 1–1 |     | 1–0 |     |
| Cork City             | 0–1 | 2–1 |     | 3–0 | 5–0 | 2–1 | 5–0 | 4–0 | 4–1 | 1–0 | 4–1 | 2–1 |     | 1–0 |     | 0–0 |     | 1–1 |     | 2–1 |     |     |     | 0–1 |
| Derry City            | 2–0 | 2–3 | 1–2 |     | 4–0 | 3–1 | 0–2 | 2–1 | 1–1 | 2–2 | 3–1 | 4–0 |     | 0–5 |     |     | 2–1 | 0–4 | 3–0 |     | 3–0 | 1–1 |     |     |
| Drogheda United       | 0–1 | 0–0 | 1–4 | 0–0 |     | 0–6 | 0–2 | 2–2 | 0–2 | 2–0 | 2–1 | 1–1 | 1–4 |     | 0–1 |     |     |     |     |     |     | 0–1 | 0–2 | 0–0 |
| Dundalk               | 2–0 | 1–3 | 0–3 | 0–0 | 3–1 |     | 4–0 | 2–0 | 1–0 | 3–0 | 2–1 | 4–0 | 0–1 | 1–0 |     |     | 3–0 |     |     |     | 3–0 | 6–0 | 0–1 |     |
| Finn Harps            | 2–1 | 0–3 | 0–1 | 0–2 | 0–2 | 0–2 |     | 1–1 | 3–2 | 3–1 | 0–1 | 2–1 |     |     | 0–1 |     | 2–3 | 0–2 |     | 1–3 |     |     |     | 1–2 |
| Galway United         | 1–2 | 1–2 | 1–1 | 0–0 | 0–1 | 2–1 | 2–1 |     | 3–1 | 1–1 | 1–2 | 1–1 |     |     |     | 2–1 | 4–1 | 3–4 |     |     |     | 1–1 | 1–2 | 3–1 |
| Limerick              | 0–1 | 5–3 | 0–3 | 1–1 | 3–0 | 0–3 | 1–1 | 1–1 |     | 2–2 | 0–2 | 5–1 | 1–0 |     | 2–1 |     | 1–0 |     | 0–2 | 2–2 |     |     |     | 0–0 |
| St Patrick's Athletic | 1–3 | 1–2 | 0–3 | 2–1 | 2–0 | 0–2 | 1–2 | 1–1 | 0–2 |     | 2–1 | 1–1 |     | 3–1 | 4–2 |     |     |     | 4–0 |     | 2–2 |     | 2–0 |     |
| Shamrock Rovers       | 2–1 | 2–0 | 1–2 | 0–1 | 4–1 | 2–1 | 3–2 | 2–0 | 1–1 | 1–1 |     | 1–0 | 1–2 |     | 3–1 | 0–2 |     |     | 4–1 |     | 2–1 |     |     | 1–1 |
| Sligo Rovers          | 2–0 | 3–2 | 1–2 | 1–1 | 1–1 | 0–4 | 0–0 | 1–1 | 3–0 | 1–1 | 1–0 |     | 1–0 | 0–0 |     | 3–0 |     | 1–1 |     |     |     | 1–1 |     |     |

## Najlepsi strzelcy
| Bramki | Strzelcy         | Drużyna         |
| ------ | ---------------- | --------------- |
| 20     | Sean Maguire     | Cork City       |
| 16     | David McMillan   | Dundalk         |
| 15     | Dinny Corcoran   | Bohemians       |
| 15     | Gary McCabe      | Bray Wanderers  |
| 14     | Rodrigo Tosi     | Limerick        |
| 13     | Ronan Murray     | Galway United   |
| 12     | Aaron Greene     | Bray Wanderers  |
| 11     | Gary Shaw        | Shamrock Rovers |
| 10     | Patrick McEleney | Dundalk         |
| 10     | Barry McNamee    | Derry City      |
| 10     | Kurtis Byrne     | Bohemians       |

Źródło: .

## Stadiony
| Bohemians       |
| --------------- |
| Dalymount Park  |
| Pojemność: 3640 |
|                 |

| Bray Wanderers   |
| ---------------- |
| Carlisle Grounds |
| Pojemność: 3250  |
|                  |

| Cork City       |
| --------------- |
| Turners Cross   |
| Pojemność: 7485 |
|                 |

| Derry City         |
| ------------------ |
| Brandywell Stadium |
| Pojemność: 3700    |
|                    |

| Drogheda United  |
| ---------------- |
| Hunky Dorys Park |
| Pojemność: 3 500 |
|                  |

| Dundalk         |
| --------------- |
| Oriel Park      |
| Pojemność: 4500 |
|                 |

| Finn Harps      |
| --------------- |
| Finn Park       |
| Pojemność: 6000 |
|                 |

| Galway United     |
| ----------------- |
| Eamonn Deacy Park |
| Pojemność: 5000   |
|                   |

| Limerick        |
| --------------- |
| Markets Field   |
| Pojemność: 3000 |
|                 |

| St Patrick’s Athletic |
| --------------------- |
| Richmond Park         |
| Pojemność: 5340       |
|                       |

| Shamrock Rovers  |
| ---------------- |
| Tallaght Stadium |
| Pojemność: 8000  |
|                  |

| Sligo Rovers    |
| --------------- |
| Showgrounds     |
| Pojemność: 3873 |
|                 |

Źródło: .